# Функционална сонда за снимање лумена
Функционална сонда за снимање лумена (ФССЛ) је алат за процену и мерење механичких својстава цревног зида унутар одређене области горњег дела гастроинтестиналног тракта (нпр једњака). Током седиране горње ендоскопије ФССЛ користећи  планиметријску импедансу високе резолуције током дистензије (растезања) контролисаном запремином, мери површину попречног пресека и растегљивости једњака ( површину попречног пресека у односу на притисак дистензије или растезања). Овај мерни алат се може користити за процену пацијената са дисфагијом једњака и за вођење интервенција као што је терапија ахалазије.

## Историја
Рани развој планиметријске импедансе за процену гастроинтестиналног тракта почео је 1980-их,  када је функционална сонда за снимање лумена прво развијена са кратким балон катетером, који мери дистензију преко езофагогастричног састава. Касније је почела примена друге генерације уређаја, која мери секундарну перисталтику проксимално од езофагогастричног споја.

## Опште информације
Механичка својства зида једњака и динамика отварања езофагогастричног споја (ЕГС) могу се објективно проценити код:
- моторичких поремећаја једњака,
- еозинофилног езофагитиса,
- стриктура једњака,
- током операције једњака,
- постхируршким симптоматским стањима.

За одређивање индекс растегљивости, као односа површине попречног пресека езофагогастричног споја и притиска унутар балона, најкориснија је ФССЛ метрика. Секундарна перисталтика услед дистензије балона може се топографски приказати као понављајућа антероградна или ретроградна контрактилна активност у телу једњака, слично манометрији високе резолуције. Интерпретација у реалном времену и накнадна обрада ФССЛ метаподатака могу да допуне идентификацију опструкције излив из једњака и ахалазију, посебно када су налази алтернативних тестова једњака код пацијената са симптомима неуверљиви. 
Такође ФССЛ може да допуни дијагнозу ахалазије када су тестови манометрије и баријума неуверљиве или негативне код пацијената са типичним симптомима. ФССЛ може и да усмери на адекватност поремећаја езофагогастричног споја у ахалазији када се користи током и непосредно након миотомије и пнеуматскичне дилатације. 
Пречник лумена мерен коришћењем ФССЛ-а код еозинофилног езофагитиса и код сложених стриктура може потенцијално да води третман.

## Индикације
Функционална сонда за снимање лумена може да се користити за процену симптома од стране једњака, као што су дисфагија, бол у грудима или регургитација, или за процену одговора на лечење. 
Када се функционална сонда за снимање лумена користи за процену поремећаја покретљивости једњака, као што су ахалазија ( дисинергија једњака или дифузни моторни поремећај, који се карактерише ослабљеном перисталтиком и немогућношћу релаксације доњег дела  једњака) примењује се као комплементарна или алтернатива манометрија једњака за процену опструктивних поремећаја одлива из једњака.
Као комплементарни тест за баријумски езофагограм за процену опструктивних поремећаја одлива из једњака. 
Функционална сонда за снимање лумена се може користити и за процену резултата лечења ахалазије, а препоручује се и за даљу процену сумњиве опструкције езофагогастричног споја, када је манометрија нормална или гранична.
Мерења функционалном сондом за снимање лумена могу се користити и за вођење интраоперативне рефлуксне хирургије, или за процену степена фибростенотске болести код еозинофилног езофагитиса.
Функционална сонда за снимање лумена се може користити и за вођење ендоскопске дилатације стриктура једњака. мада и ако постоје препоруке за њену употребу, докази који подржавају употребу функционалне сонда за снимање лумена су веома ниског квалитета и даља истраживања би била корисна за јасније дефинисање њене улоге.

## Процедура
ФССЛ се најчешће изводи одмах након горње ендоскопије, јер помаже да се искључи механичка опструкција као узрок симптома, а такође даје процену удаљености од секутића до езофагогастричног споја.
ФССЛ који користи планиметрију импедансе за мерење површине попречног пресека лумена једњака, састоји се од балона који обухвата катетер са више парова импедансних електрода. Доступне су две конфигурације катетера, дужине 8 cm и 16 cm. Катетер од 8 cm укључује 16 сензора на размаку од 0,5 cm које се користе се за процену растегљивости езофагогастричног споја. Алтернативно, катетер од 16 cm који има 16 сензора на размаку од 1 cm и може се користити за процену контрактилности путем секундарних перисталтичких образаца, поред процене езофагогастричног споја (ЕГС).
Након горње ендоскопије, балон се убацује у једњак и потом надува течношћу са познатим својствима (нпр проводљивост и запремина). Свака електрода затим мери импеданцију, а један сензор притиска на крају уређаја мери притисак унутар балона.

### Резултати
Индекс растегљивости (ДИ) је највише проучаван и најкориснији резултат добијен снимањем ФССЛ. Нормални ДИ се креће од 3,1 до 9,0 mm² по ммХг. Како је балон растегнут, резултати секундарних контракција једњака могу се видети путем ФССЛ.
Могући резултати могу укључивати: 
- понављајуће антероградне контракције (нормалан налаз),
- понављајуће ретроградне контракције (абнормални налаз),
- одсутво контракција,
- друге абнормалности.[1]